# Urbanisme transitoire
Les expressions « urbanisme transitoire » ou « urbanisme temporaire » renvoient aux pratiques d'urbanisme consistant en l'occupation passagère de lieux publics ou privés, généralement comme préalable à un aménagement pérenne.

## Définition
L'urbanisme transitoire constitue une forme d'expression de l'urbanisme tactique, mettant à profit un patrimoine immobilier vacant. Bien qu'émanant souvent d'initiatives profanes ou professionnelles autonomes voire contestataires vis-à-vis des pouvoirs locaux, l'urbanisme transitoire peut faire l'objet d'un soutien institutionnel, par exemple un site industriel ou commercial ayant perdu cette activité économique initiale.
Cécile Diguet, urbaniste de l'Institut d'aménagement et d'urbanisme de la région d'Île-de-France, différencie l'urbanisme temporaire, qui ne distingue que la temporalité de l'aménagement, de l'urbanisme transitoire, traduisant une véritable connexion qualitative entre les usages passés, actuels et à venir du lieu.

## Intérêt
Cette utilisation transitoire d'un patrimoine immobilier vacant ne va pas forcément à l'encontre des objectifs des collectivités territoriales, ni non plus du marché de l'immobilier local. D'une part, une location, même peu élevée, à des occupants temporaires constitue une source de revenus. De plus, elle participe aussi à maintenir un entretien du bâtiment, et elle peut contribuer à le valoriser grâce à la créativité des usagers transitoires, tout en préparant quelquefois son évolution. 
Comme exemples d'urbanisme transitoire peuvent être cités :
- le 59 Rivoli[1],
- le site industriel Christofle à Saint-Denis transformé en Musée de l'orfèvrerie Bouilhet-Christofle, puis occupé transitoirement par des artistes avant le lancement d'un nouveau projet de reconvertion pour ce site[1],
- Les Grands Voisins, occupation transitoire de l'ancien hôpital Saint-Vincent-de-Paul[1],[3],